# Тумба францеза
Тумба францеза је секуларна афро-кубанска врста плеса, песме и бубњања која се појавила у Ориентеу на Куби. Увели су је робови из француске колоније Сен Доминго (која ће касније постати држава Хаити) чији су се власници преселили у источне регије Кубе након побуне робова током 1790-их. Жанр је процветао крајем 19. века успостављањем sociedades de tumba francesa (друштва тумба францеза), од којих су преживела само три.
Тумба францеза је уписана 2008. године на Репрезентативну листу нематеријалног културног светског наслеђа (првобитно проглашено 2003. године).

## Карактеристике
Тумба францеза комбинује музичке традиције порекла из западне Африке, Бантуа, Француске и Шпаније. Кубански етномузиколози се слажу да реч „тумба“ потиче од речи народа Банту и Мандинка за бубањ. На Куби се реч тумба користи за означавање бубњева, ансамбала и самог извођења у тумба францези.

### Инструментација
Тумбе францезе режира господарица церемоније звана mayora de plaza. Наступи углавном започињу импровизованим соло певањем мешавином шпанског и француског хришћанског креолског језика, које се назива kreyol cubano или patuá cubano, у извођењу главног вокала (composé). Након увода, свира се ката (catá) (дрвени цилиндрични идиофон који се удара са два штапа), а composé наизменично пева позиве и одговоре са групом женских вокала (tumberas). Након што catá идиофон успостави ритам, свирају три тумбаса. Тумбаси су једноручни бубњеви; од највећих до најмањих називају се премијер (или манма) (premier или manma), була (bulá) и сегон (segón). Премијер се сада обично назива квинто (quinto), јер испуњава исту водећу, импровизациону улогу као и квинто међу конга бубњевима у кубанској румби. У toque masón, двоглави бас бубањ назван тамборита (или једноставно тамбора) успоставља ритам заједно са catá идиофоном. Структура тумба францеза повезана је са источном врстом кубанске румбе која се назива тахона.
Toques (врсте извођења)
Постоје три главна toques-а, или врсте извођења тумбе, сваки повезан са одређеним плесом.
- Masón (масон) - Ово је први toque. Укључује цели музички ансамбл и повезан је са плесом кадрил-стила сличним contradanza.
- Yubá (јуба) - Овај toque прати masón и укључује catá-у  и три тумбаса. Прати га главни плес тумбе, који је импровизован. Постоје две подврсте јуба: макота и кобреро.[4]
- Frenté (or fronté); френте (или фронте) - Првобитно последњи одељак јубе, ово се сада сматра индивидуалним toque-ом. Укључује catá-у, премијера и булу. Свира се испред бубњева, па отуда и назив.

Додатни toque под називом цинта изводи се само у Сантијаго де Куба. Назван је тако јер се представа одвија око стабла дрвета са обојеним тракама (цинтас), које су црвене, беле и плаве.

### Плес
Плес у тумба францеза сличан је хаићанском афранчију, који укључује низ фигура француског стила праћеним афричком импровизацијом на последњем сету, али тумба францеза се свира на бубњевима уместо на жичаним и дувачким инструментима. Одећа плесача је живописна и раскошна.

## Историја
Тумба францеза се може пратити од краја 18. века када је Хаићанска револуција покренула миграцију француских колониста из Сен Доминга, доводећи њихове робове у покрајину Оријенте на Куби. Крајем 19. века, након укидања ропства 1886. године, у овом региону су се успоставила друштва тумба францеза, посебно у Сантијагу де Куба и Гвантанаму. Њихово оснивање је у много чему било слично старим афричким кабилдосима. Извођачи идентификују тумбу францеза као француско-хаићанску, признајући је као производ Хаитија који сада живи на Куби. До друге половине 20. века, тумбе францеза су се још увек изводиле на истоку Кубе, посебно toque masón. Остали toque-и, међутим, играју се само у контексту културних удружења. Тренутно опстају три друштва тумба францеза:  La Caridad de Oriente (изворно La Fayette) у Сантијаго де Куби; Bejuco у Сагуа де Танамо, Олгин; и Santa Catalina de Riccis (изворно La Pompadour) у Гвантанаму.

## Снимци
За разлику од других афро-кубанских жанрова, тумба францеза је слабо документована у погледу снимака. ЛП Antología de la música afrocubana VII из 1976. године, у продукцији Данила Орозка, а у издању Ареитоа, представља разне toques.